# Есей би
Есей би (каз. Есей би, до 199? г. — Каратау) — аул в Таласском районе Жамбылской области Казахстана. Административный центр Каратауского сельского округа. Код КАТО — 316239100.

## Население
В 1999 году население аула составляло 1032 человека (538 мужчин и 494 женщины). По данным переписи 2009 года, в ауле проживал 1081 человек (555 мужчин и 526 женщин).